# غاريقون برتقالي
غاريقون برتقالي (الاسم العلمي: Hygrophoropsis aurantiaca) هو نوع من الفطريات يتبع جنس الغاريقون من فصيلة الغاريقونية.